# Cyphalonotus larvatus
Espèce
Synonymes
- Poltys larvata Simon, 1881

Cyphalonotus larvatus est une espèce d'araignées aranéomorphes de la famille des Araneidae.

## Distribution
Cette espèce se rencontre en Afrique y compris à Socotra.

## Description
La carapace de la femelle holotype mesure 4 mm et l'abdomen 3 mm.

## Systématique et taxinomie
Cette espèce a été décrite sous le protonyme Poltys larvata par Simon en 1881. Elle est placée dans le genre Cyphalonotus par Simon en 1895.

## Publication originale
- Simon, 1881 : « Descriptions d'arachnides nouveaux d'Afrique. » Bulletin de la Société zoologique de France, vol. 6, p. 1-15 (texte intégral).